# Puya mucronata
Puya mucronata är en gräsväxtart som beskrevs av José Manuel Manzanares. Puya mucronata ingår i släktet Puya och familjen Bromeliaceae.
Artens utbredningsområde är Peru. Inga underarter finns listade i Catalogue of Life.